# 李谭
李谭（？—404年），陇西狄道（今甘肃临洮县）人。
李谭是西凉武昭王长子，李歆、李让、李愔、李恂、李翻、李豫、李宏、李眺、李亮的大哥。李暠建立西凉，立李谭为世子，李谭死后，李暠以次子李歆为世子。

## 家族
陇西李氏世系图